# Galera Indijanci
Galera su jedna od skupina Nambikwara do Sul Indijanaca, porodica Nhambicuaran,  nastanjeni danas u brazilskom Mato Grossu u pueblima Serra Azul i Campos Novos. Oko 150 (1983., SIL) pripadnika. Galere zauzimaju (prema karti  'Price and Cook, 1969: 689; i Price, 1972: 64' ) južni dio Nambikwara-teritorija koji se nalazi istočno od rijeke Guapore, sjeverozapadno od Vila Bele, i sjeverni su susjedi Sarara. Govore vlastitim dijalektom galera. 

## Vanjske poveznice
- Nambikuára, Southern: a language of Brazil
- Nambicuara Economic Dualism: Lévi-Strauss in the Garden, Once Again  Arhivirana inačica izvorne stranice od 18. veljače 2021. (Wayback Machine)